# Mack Super-Liner

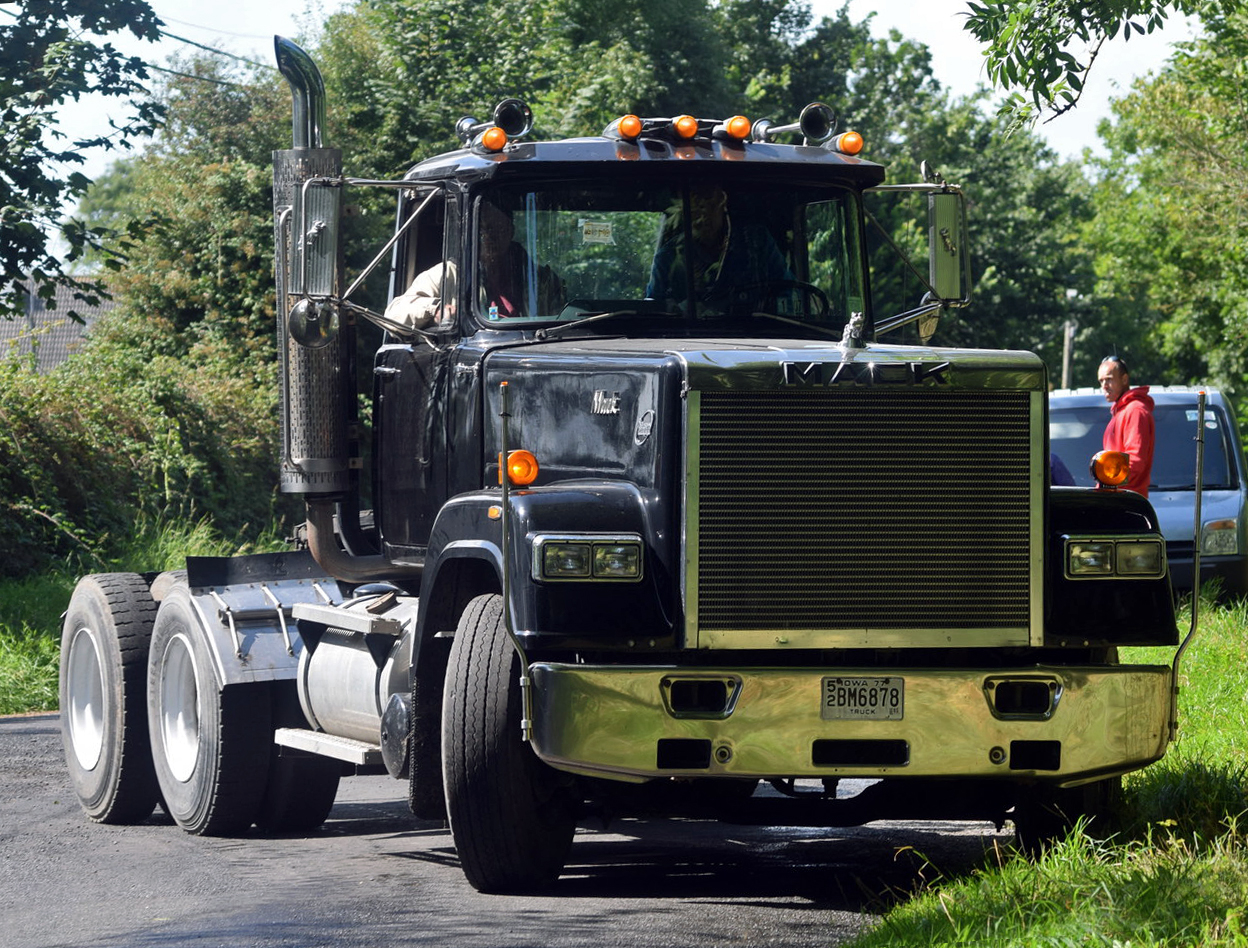
Mack Super-Liner

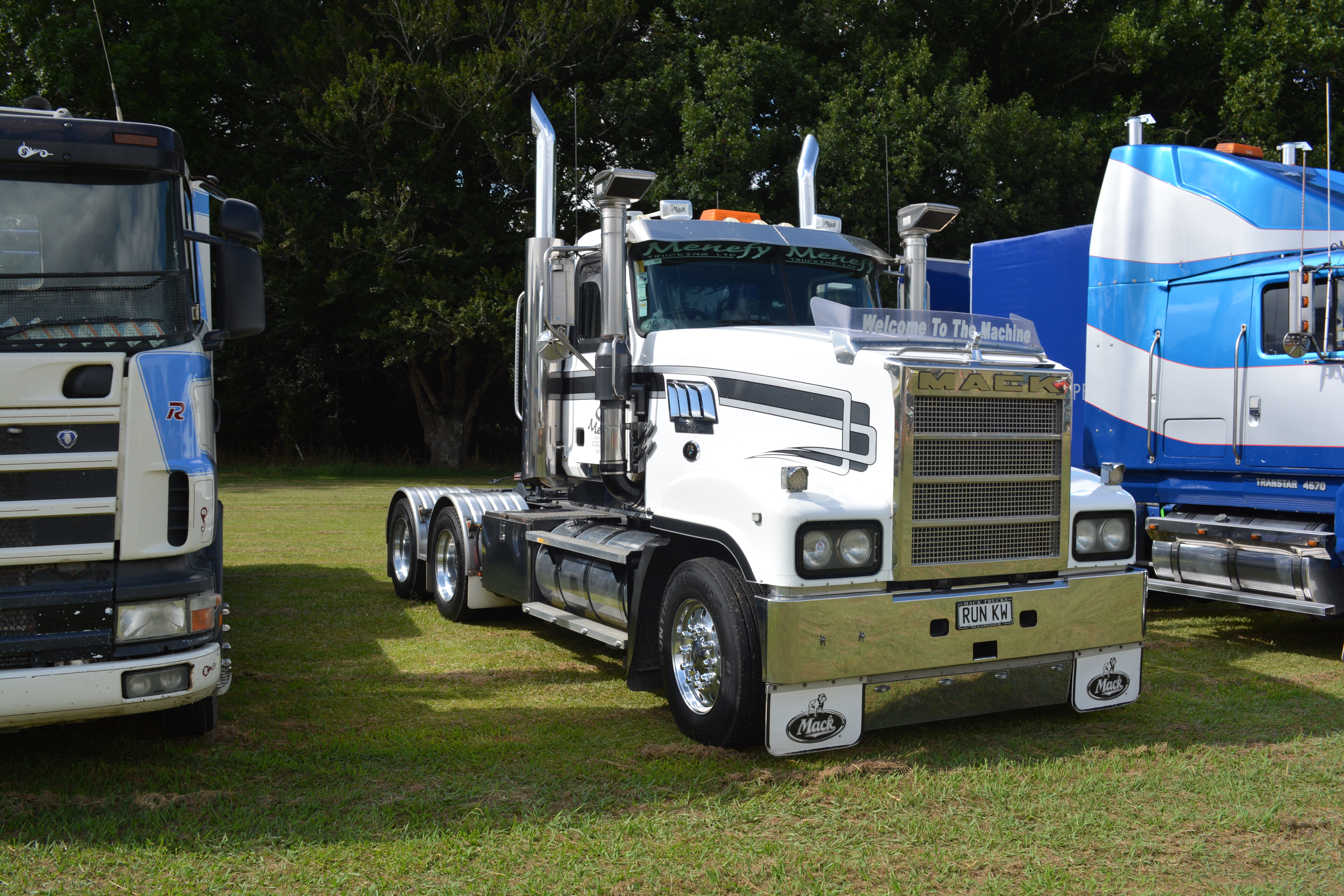
Mack Super Liner

Mack Super-Liner — магистральный седельный тягач компании Mack Trucks. 
Выпускался в Северной Америке с 1977 по 1993 год. С 1980 года автомобиль выпускается в Австралии.
Всемирную известность автомобиль этой модели получил после выхода на экраны фильмов «Конвой» и «Тачки».

## История
Разработка автомобиля Mack Super-Liner планировалась в начале 1970-х годов компанией Brockway. В 1977 году компания была закрыта, и сборка автомобиля была организована на заводе Mack Trucks. Внутренний индекс модели — RW700.
В 1980 году выпуск автомобиля Mack Super-Liner был налажен в Австралии.

## В игровой и сувенирной индустрии
- Автомобиль Mack Super-Liner присутствует в игре GTA: San Andreas.